# 838
Năm 838 là một năm trong lịch Julius.